# Весковато (Италия)
Вижте пояснителната страница за други значения на Весковато.
Вескова̀то (на италиански: Vescovato, на местен диалект: Vescuvat, Вескуват) е малко градче и община в Северна Италия, провинция Кремона, регион Ломбардия. Разположено е на 46 m надморска височина. Населението на общината е 3903 души (към 2010 г.).